# Les Enfoirés en chœur
 (décembre 2014).
Les Enfoirés en chœur est une émission des Enfoirés, diffusé sur TF1 le 12 décembre 2014 à 20h55, présentés par Kad Merad et Michèle Laroque. Remporté par Marc Lavoine.

## Déroulement
| Célébrité             | Activité                                                     | Statut               |
| --------------------- | ------------------------------------------------------------ | -------------------- |
| Marc Lavoine          | Chanteur et acteur                                           | Vainqueur            |
| Julien Clerc          | Chanteur                                                     | Finaliste            |
| Zazie                 | Chanteuse et jurée de la 4e saison de The Voice              | Demi-finaliste       |
| Dany Boon             | Acteur                                                       | Demi-finaliste       |
| Garou                 | Chanteur et juré des saisons 1, 2 et 3 de The Voice          | Demi-finaliste       |
| MC Solaar             | Rappeur                                                      | Demi-finaliste       |
| Amel Bent             | Chanteuse, demi-finaliste de la saison 2 de la Nouvelle star | Demi-finaliste       |
| Jenifer               | Chanteuse, gagnante de la saison 1 de la Star Academy        | Demi-finaliste       |
| Mimie Mathy           | Actrice et chanteuse                                         | Quart-de-finaliste   |
| Gérard Jugnot         | Acteur                                                       | Éliminé(e) (qualif.) |
| Bénabar               | Chanteur                                                     | Éliminé(e) (qualif.) |
| Nolwenn Leroy         | Chanteuse, gagnante de la saison 2 de la Star Academy        | Éliminé(e) (qualif.) |
| Claire Keim           | Actrice et chanteuse                                         | Éliminé(e) (qualif.) |
| Shy'm                 | Chanteuse, gagnante de la saison 2 de Danse avec les stars   | Éliminé(e) (qualif.) |
| Liane Foly            | Chanteuse, actrice et imitatrice                             | Éliminé(e) (qualif.) |
| Thomas Dutronc        | Chanteur                                                     | Éliminé(e) (qualif.) |
| Jean-Baptiste Maunier | Chanteur et acteur                                           | Éliminé(e) (qualif.) |
| Grégoire              | Chanteur                                                     | Éliminé(e) (qualif.) |

### Épreuve
| Couleur                                    | Équipe                                     | Statut                                     | Points et étoiles (épreuves gagné par partie) | Points et étoiles (épreuves gagné par partie) | Statut                                     | Équipe                                     | Couleur                                    |
| ------------------------------------------ | ------------------------------------------ | ------------------------------------------ | --------------------------------------------- | --------------------------------------------- | ------------------------------------------ | ------------------------------------------ | ------------------------------------------ |
|                                            | Gérard Jugnot                              | éliminé (qualif.)                          | 21                                            | 25                                            | Quart-de-finaliste                         | Mimie Mathy                                |                                            |
| Bénabar                                    | éliminé (qualif.)                          | Demi-finaliste                             | 21                                            | 25                                            | Garou                                      |                                            |                                            |
| Nolwenn Leroy                              | éliminée (qualif.)                         | Demi-finaliste                             | 21                                            | 25                                            | Jenifer                                    |                                            |                                            |
| Claire Keim                                | éliminée (qualif.)                         | Demi-finaliste                             | 21                                            | 25                                            | Dany Boon                                  |                                            |                                            |
| Shy'm                                      | éliminée (qualif.)                         | Demi-finaliste                             | 21                                            | 25                                            | Amel Bent                                  |                                            |                                            |
| Liane Foly                                 | éliminée (qualif.)                         | Finaliste                                  | 21                                            | 25                                            | Julien Clerc                               |                                            |                                            |
| Thomas Dutronc                             | éliminé (qualif.)                          | Vainqueur                                  | 21                                            | 25                                            | Marc Lavoine                               |                                            |                                            |
| Jean-Baptiste Maunier                      | éliminé (qualif.)                          | Demi-finaliste                             | 21                                            | 25                                            | MC Solaar                                  |                                            |                                            |
| Grégoire                                   | éliminé (qualif.)                          | Demi-finaliste                             | 21                                            | 25                                            | Zazie                                      |                                            |                                            |
| Demi-finale                                |                                            |                                            |                                               |                                               |                                            |                                            |                                            |
| Duo 1                                      | Duo 1                                      | Duo 2                                      | Duo 2                                         | Duo 3                                         | Duo 3                                      | Duo 4                                      | Duo 4                                      |
| Zazie et Dany Boon                         | Zazie et Dany Boon                         | Garou et MC Solaar                         | Garou et MC Solaar                            | Amel Bent et Jenifer                          | Amel Bent et Jenifer                       | Julien Clerc et Marc Lavoine               | Julien Clerc et Marc Lavoine               |
| Finale                                     |                                            |                                            |                                               |                                               |                                            |                                            |                                            |
| Marc Lavoine (vainqueur) 8 bonnes réponses | Marc Lavoine (vainqueur) 8 bonnes réponses | Marc Lavoine (vainqueur) 8 bonnes réponses | Marc Lavoine (vainqueur) 8 bonnes réponses    | Julien Clerc (finaliste) 7 bonnes réponses    | Julien Clerc (finaliste) 7 bonnes réponses | Julien Clerc (finaliste) 7 bonnes réponses | Julien Clerc (finaliste) 7 bonnes réponses |

### Duels
| Qualification          | Qualification | Qualification | Qualification   |
| Équipe bleu            | Points        | Points        | Équipe rouge    |
| ---------------------- | ------------- | ------------- | --------------- |
| Toute l'équipe         | 7             | 8             | Toute l'équipe  |
| Bénabar et Shy'm       | 4             | 2             | Dany et Zazie   |
| Claire et Thomas       | 3             | 2             | Mimie et Garou  |
| Gérard                 | 4             | 8             | Amel            |
| Nolwenn et Grégoire    | 3             | 3             | Jenifer et Marc |
| Jean-Baptiste et Liane | 0             | 2             | Julien et MC    |

### Classement des chansons
| #  | Chansons                            | Année |
| -- | ----------------------------------- | ----- |
| 1  | Attention au départ                 | 2013  |
| 2  | La chanson du bénévole              | 2014  |
| 3  | Le pouvoir des fleurs               | 2001  |
| 4  | Tous les cris, les SOS              | 2004  |
| 5  | Ta main                             | 2010  |
| 6  | Aimer a perdre la raison            | 2007  |
| 7  | Jeanne                              | 2013  |
| 8  | Encore un hiver                     | 2012  |
| 9  | Ici les enfoirés                    | 2009  |
| 10 | J'te l'dis quand même               | 2010  |
| 11 | On demande pas la lune              | 2011  |
| 12 | Toi + Moi                           | 2009  |
| 13 | Le temps qui court                  | 2006  |
| 14 | L'amitié                            | 2008  |
| 15 | Qu'est ce qu'on fout à Strasbourg ? | 2014  |
| 16 | Quand les hommes vivront l'amour    | 2003  |
| 17 | Chanter                             | 2000  |
| 18 | Chanson pour l'auvergnat            | 1992  |
| 19 | Au bout de mes rêves                | 2000  |
| 20 | Emmenez-moi                         | 1999  |
| 21 | C'est bientôt la fin                | 2012  |
| 22 | Un jour au paradis                  | 2011  |
| 23 | Rêver                               | 2002  |
| 24 | Le monde est stone                  | 1993  |
| 25 | On ira tous au paradis              | 1995  |
| 26 | Je t'attends                        | 1989  |
| 27 | Un autre monde                      | 1994  |
| 28 | Si l'on s'aimait                    | 2010  |
| 29 | Laissons entrer le soleil           | 1996  |
| 30 | Tout le monde y pense               | 2005  |